# Винер (хоккейный клуб, 2000)
«Винер Айслёвен-Ферайн» (нем. Wiener Eislöwen-Verein) — австрийский клуб по хоккею с шайбой из Вены. Основан в 2000 году.

## История
Хоккейный клуб был основан как преемник другого клуба «Винер», расформированного в 2000 году. В 2003 году дебютировал в национальной лиге Австрии, второй по силе в стране. Также в различных турнирах выступали молодёжные и юниорские команды клуба. В 2007 году клуб объединился с другим спортивным клубом, «Тим Вьен».